# بيرولينا

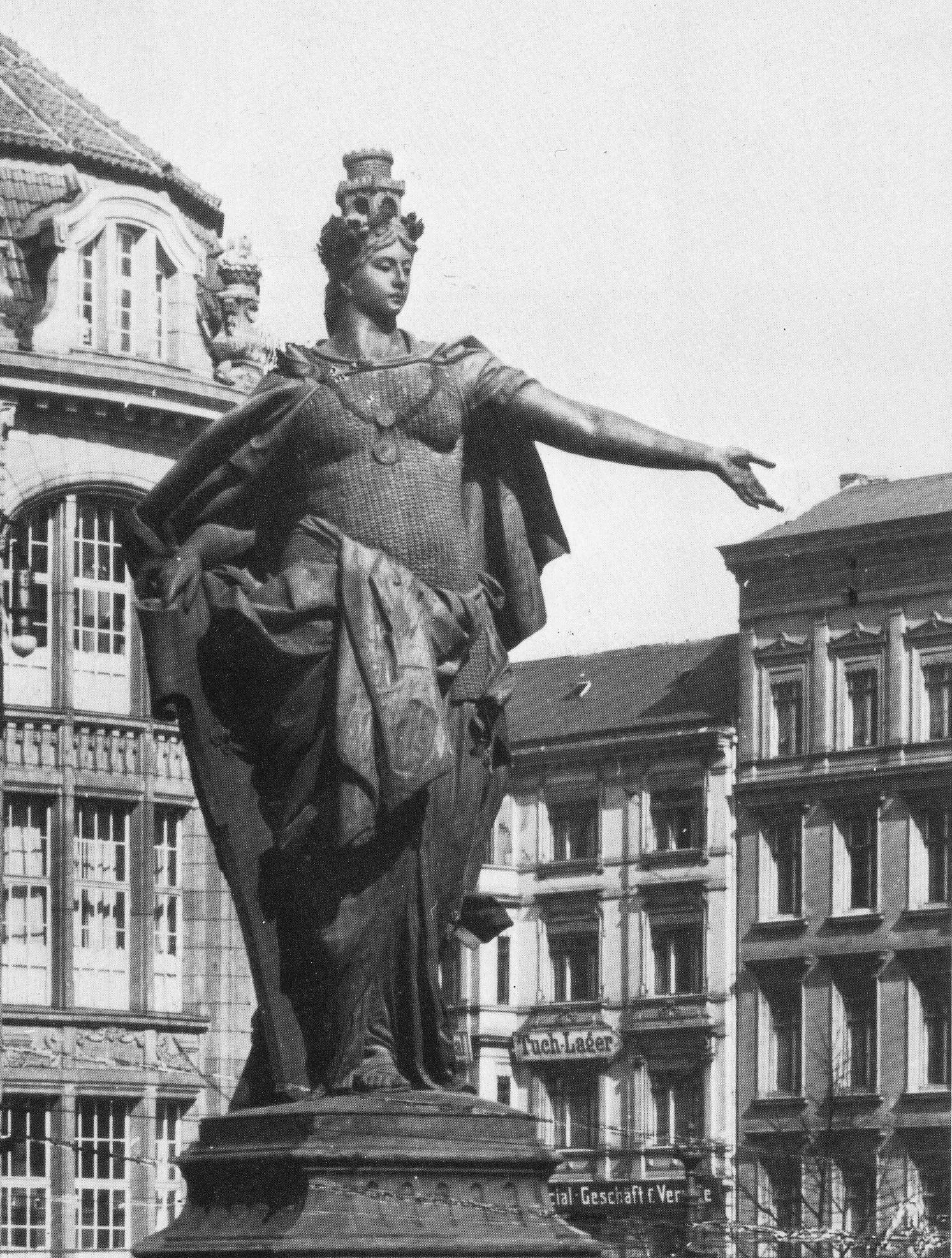
تمثال بيرولينا في ساحة ألكسندر في سنة 1900

بيرولينا (بالألمانية: Berolina) هو تجسيد أنثوي لمدينة برلين، تم تجسيدها بعدة تماثيل ولوحات، أشهرها كان التمثال ألذي وضع في ميدان ألكسندر في سنة 1900 وألذي دمر أثناء الحر العالمية الثانية.

## التمثال

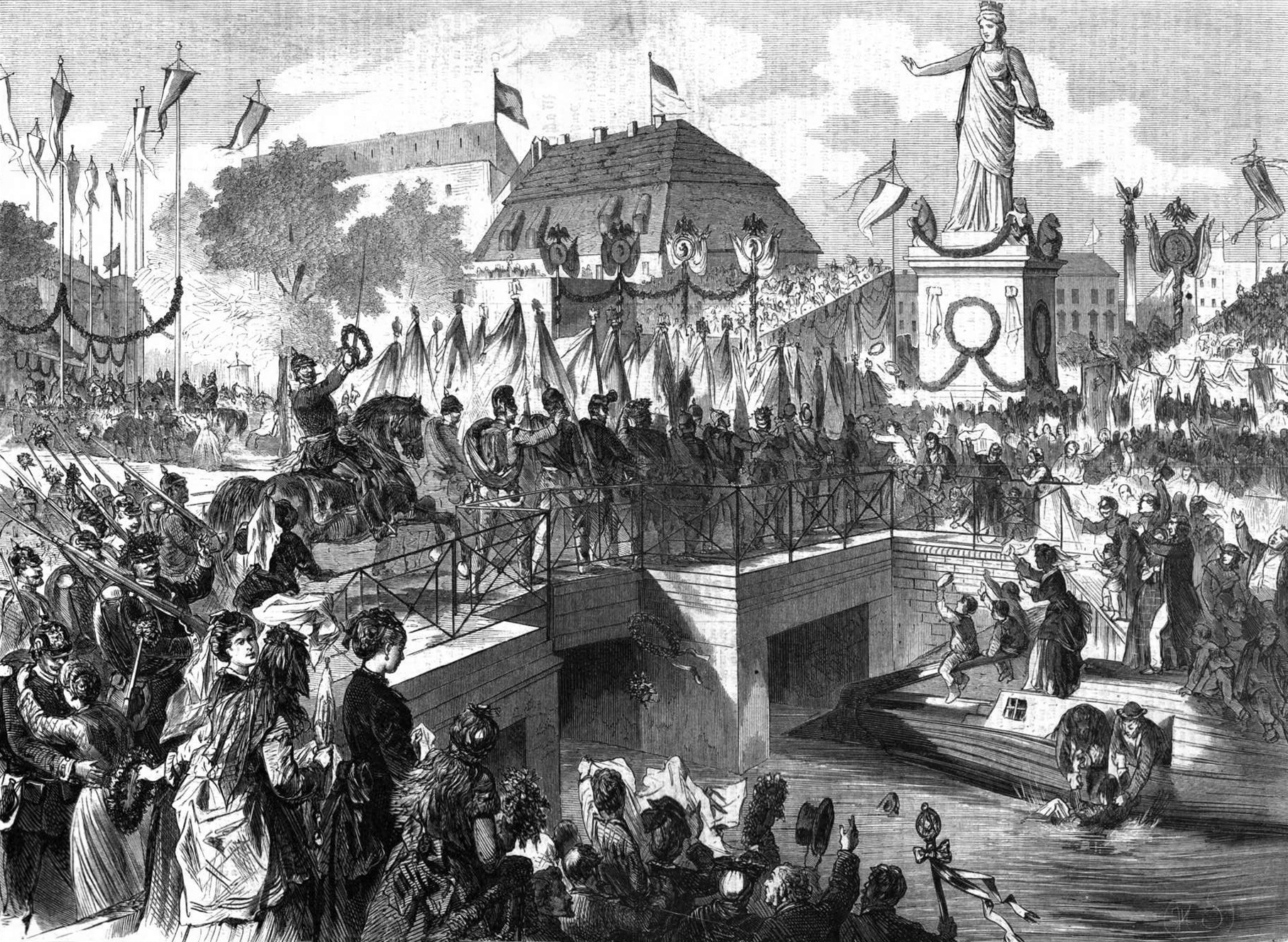
عودة الجيش إلى موطنه في برلين في 16 يونيو 1871

بعد النصر البروسي في الحرب البروسية - الفرنسية، أمر الإمبراطور فيلهلم الأول بإنشاء عدة نصب تذكارية تخليداً للنصر في ألمانيا وكان من ضمنها تمثال يحمل اسم بيرولينا يمثل مدينة برلين، تم تصميم تمثال آخر يحمل في سنة 1889 ووضع في ساحة بوتسدام، دمرت معظم هذه التماثيل أثناء الحرب العالمية الثانية.

## معرض صور

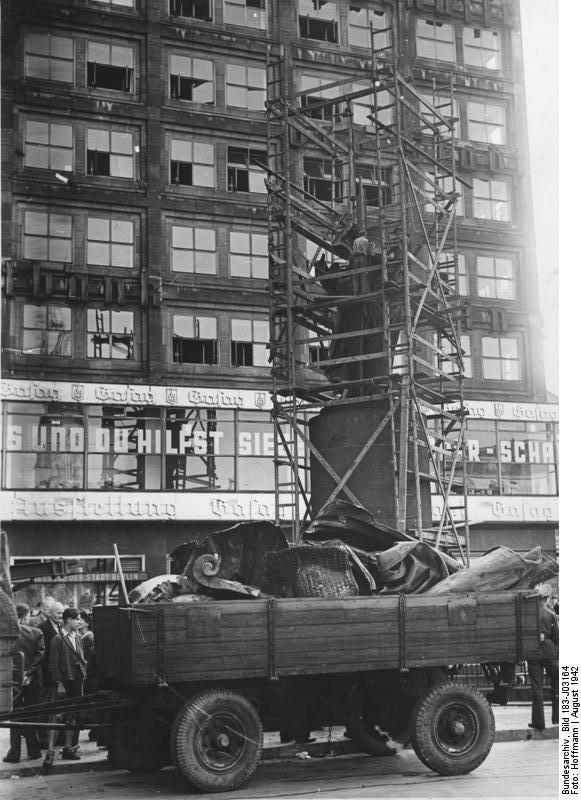
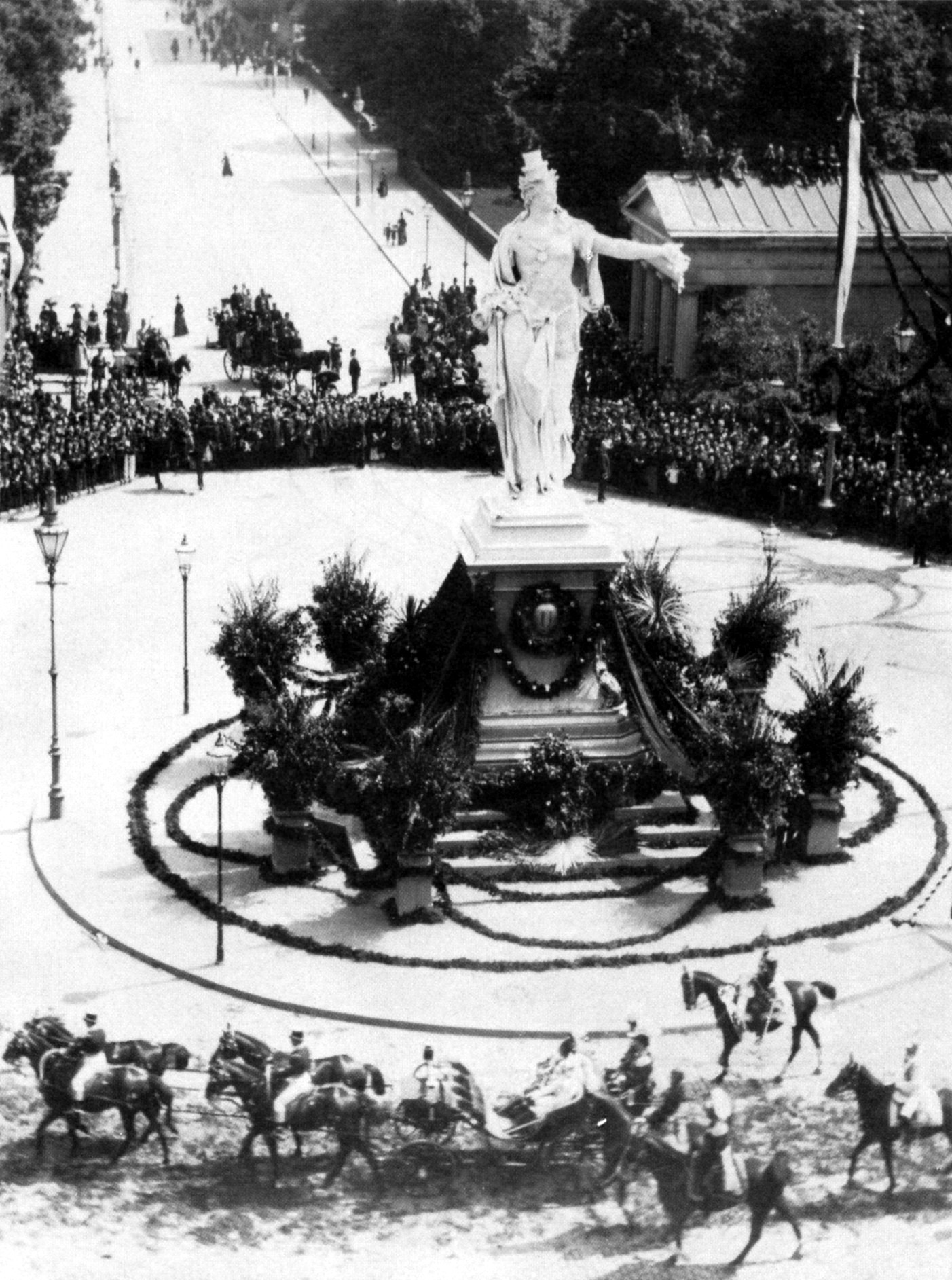
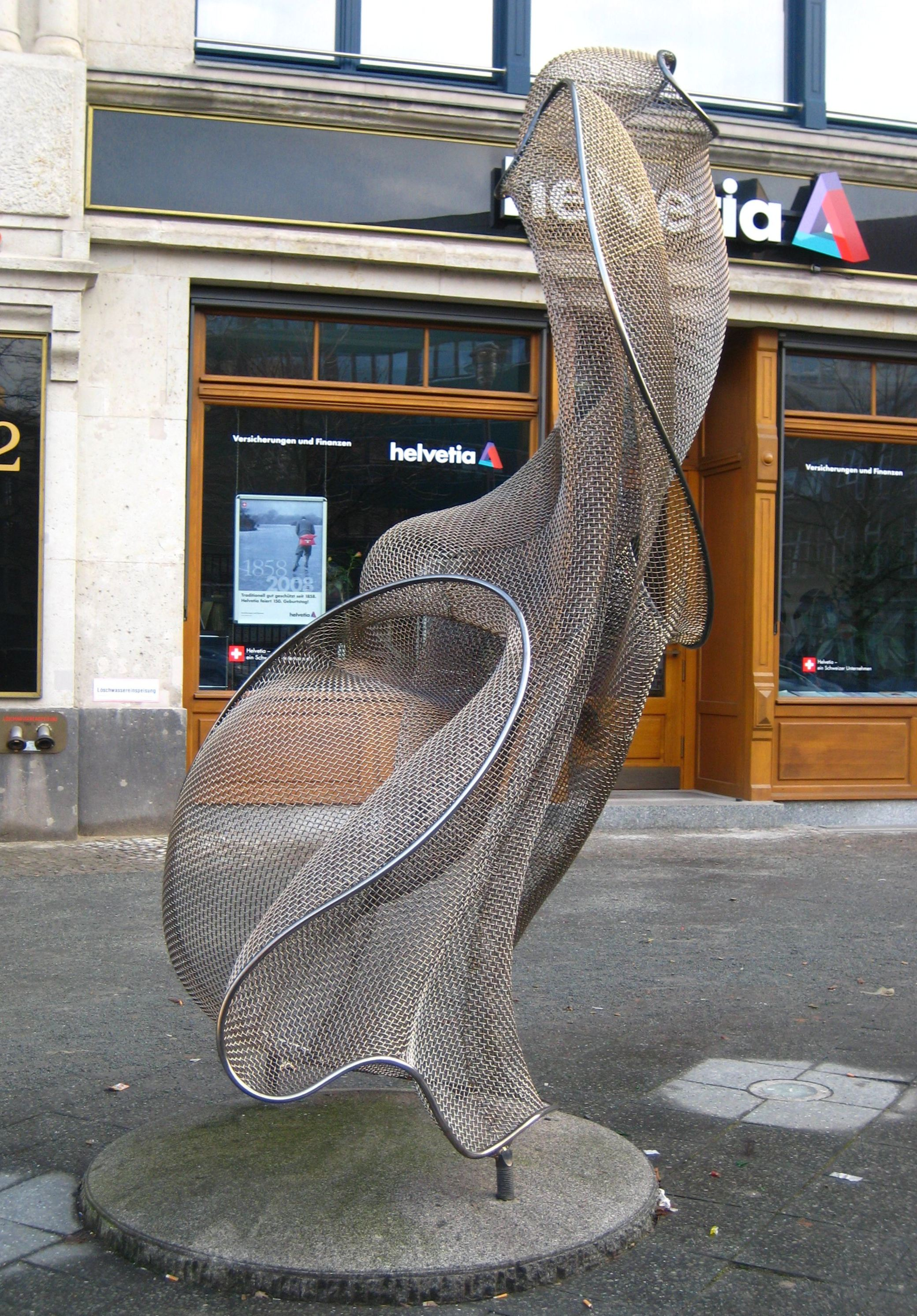
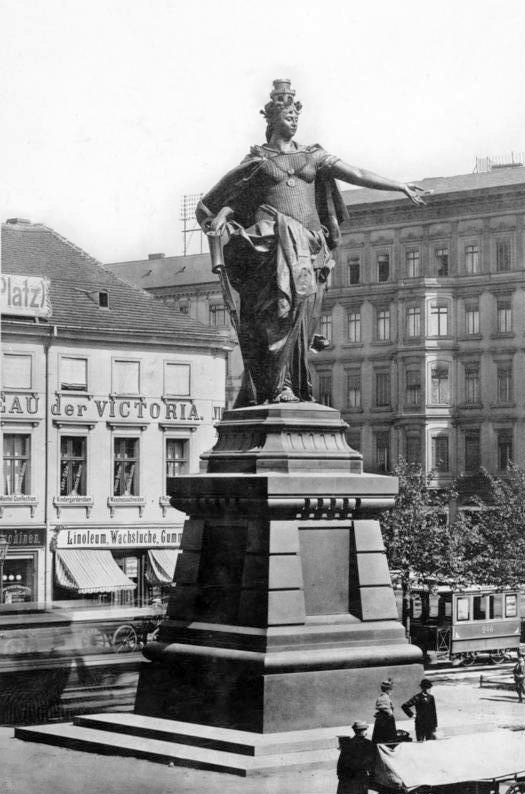